# Selenops ivohibe
Espèce
Selenops ivohibe est une espèce d'araignées aranéomorphes de la famille des Selenopidae.

## Distribution
Cette espèce est endémique de Madagascar.

## Publication originale
- Corronca, 2005 : Four new species of Selenops (Araneae, Selenopidae) and comments on the distribution of Afrotropical species. Zootaxa, no 1003, p. 33-44.